# Weingarten (Baden)
Pour les articles homonymes, voir Weingarten.
Weingarten (Baden) est une commune de Bade-Wurtemberg (Allemagne), située dans l'arrondissement de Karlsruhe, dans l'aire urbaine Mittlerer Oberrhein, dans le district de Karlsruhe.

Petit lac dans l'aire protégée de Weingartener Moor. Mai 2021.

## Personnalités liées à la ville
- Hermann Kanzler (1822-1888), commandant suprême des armées pontificales